# شاومي مي 10 تي
يعد كل من مي 10 تي و مي 10 تي برو من الهواتف الذكية التي تعمل بنظام الأندرويد والتي طورتها شركة شاومي . والتي تم الإعلان عنها في 30 سبتمبر 2020

## التصميم
شاشة عملاقة بمقاس 6.67 بوصة وبها ثقب أعلى يسار الشاشة بدقة 1080x 2400 بكسل من نوع IPS LCD مع دعم HDR10 بمعدل تحديث شاشة 144 هرتز وجهاز مصنوع من الزجاج والأطار من الالمونيوم.

## المواصفات
معالج سناب دراجون 865 وهو اعلي معالج ويأتي مع 8 جيجا رام ومساحة تخزين 128 جيجا ومعالج رسوميات ادرينو 650 ومن مميزات الهاتف انة ياتي بمعدل تحديث شاشة 144 هرتز وبطارية بحجم كبير 5000 مللي أمبير والهاتف قادر علي تصوير بجودة 8k .
والهاتف يعمل بنظام اندرويد 10 و واجهة مستخدم MIUI 12